# Edu Snethlage
Everhardus "Edu" Snethlage (Ngawi, 5 de novembro de 1883 - 12 de janeiro de 1941) foi um futebolista neerlandês, medalhista olímpico.
Edu Snethlage competiu nos Jogos Olímpicos de Verão de 1908 em Londres. Ele ganhou a medalha de bronze.